# Liste des conseillers d'État du canton de Nidwald

Cette page présente la liste des conseillers d'État du canton de Nidwald.

## 2022-2026
Date de l'élection : 13 mars 2022
- Michèle Blöchliger (UDC)
- Joe Christen (PLR)
- Othmar Filliger (Le Centre)
- Karin Kayser-Frutschi (Le Centre)
- Therese Rotzer-Mathyer (Le Centre)
- Peter Truttmann (Vert'libéraux)
- Res Schmid (UDC)

## 2018-2022
- Michèle Blöchliger (UDC), département de la santé et des affaires sociales
- Joe Christen (PLR), département de l'agriculture et de l'environnement
- Othmar Filliger (Le Centre), département de l'économie. Président en 2020-2021
- Karin Kayser-Frutschi (Le Centre), département de la justice et de la sécurité. Présidente en 2021-2022
- Alfred Bossard (PLR), département des finances
- Josef Niederberger-Streule (Le Centre), département des constructions
- Res Schmid (UDC), département de la formation. Président en 2018-2019

## 2014-2018
- Ueli Amstad (UDC), département de l'agriculture et de l'environnement. Président en 2016-2017
- Othmar Filliger (Le Centre), département de l'économie
- Yvonne von Deschwanden (PLR), département de la santé et des affaires sociales. Présidente en 2017-2018
- Karin Kayser-Frutschi (Le Centre), département de la justice et de la sécurité
- Alfred Bossard (PLR), département des finances
- Res Schmid (UDC), département de la formation. Président en 2014-2015
- Hans Wicki (PLR), département des constructions jusqu'en juin 2016. Président en 2015-2016. Remplacé par Josef Niederberger-Streule (Le Centre)

## 2010-2014
- Ueli Amstad (UDC), département de l'agriculture et de l'environnement. Président en 2012-2013 (premier élu UDC au gouvernement[2])
- Alois Bissig (PDC), département de la justice et de la sécurité
- Yvonne von Deschwanden (PLR), département de la santé et des affaires sociales. Présidente en 2013-2014
- Hugo Kayser (PDC), département des finances. Président en 2011-2012
- Gerhard Odermatt (PRD), département de l'économie
- Res Schmid (UDC), département de la formation
- Hans Wicki (PLR), département des constructions

## 2006-2010
- Beat Fuchs (PL), département de la justice et de la sécurité. Président en 2009-2010
- Lisbeth Gabriel (PDC), département des constructions
- Beatrice Jann-Odermatt (PRD), département de la formation. Présidente en 2006-2007
- Hugo Kayser (PDC), département de l'agriculture et de l'environnement, puis département des finances à partir de juillet 2008. Président en 2007-2008
- Paul Niederberger (PDC), département des finances jusqu'en juin 2008. Remplacé par Ueli Amstad (UDC, premier élu UDC au gouvernement[2])
- Gerhard Odermatt (PRD), département de l'économie
- Leo Odermatt (Nidwald démocratique/Verts), département de la santé et des affaires sociales

## 2002-2006
- Beat Fuchs (PL), département de la justice et de la sécurité. Président en 2003-2004

- Lisbeth Gabriel (PDC), département de l'agriculture et de l'environnement jusqu'en 2004, puis département des constructions. Présidente en 2005-2006 (première femme à accéder à la fonction)
- Beatrice Jann (PRD), département de la formation
- Paul Niederberger (PDC), département des finances
- Gerhard Odermatt (PRD), département de l'économie. Président en 2004-2005
- Leo Odermatt (Nidwald démocratique/Verts), département de la santé et des affaires sociales. Président en 2002-2003
- Beat Tschümperlin (PDC), département des constructions jusqu'en septembre 2004.

## 1998-2002
- Beat Fuchs (PL), département de la justice et de la sécurité

- Viktor Furrer (PDC), département de la formation

- Meinrad Hofmann (PDC), département de l'économie

- Ferdinand Keiser (PDC), département de l'agriculture et de l'environnement

- Werner Keller (PL), département des constructions. Président en 2000-2001

- Paul Niederberger (PDC), département des finances. Président en 2001-2002
- Leo Odermatt (Nidwald démocratique/Verts), département de la santé et des affaires sociales